# بدرالدین دمامینی
بدرالدین، محمد بن ابی‌بکر دمامینی (۱۳۶۲ - ۱۴۲۴) قاضی، خطیب، زبان‌شناس، خوشنویس، نویسنده، ادیب و شاعر مصری بود.

## زندگی
زادهٔ ۱۳۶۲ / ۷۶۳ق در اسکندریه بود. همان‌جا ابتدا درس خواند سپس به قاهره کوچید و حدیث فراگرفت. در برخی مدارس اسکندریه تدریس را بر عهده گرفت. همچنین قضاوت و خطابت در مسجد جامعش را عهده‌دار بود. دوباره به قاهره رفت، در مسجد جامع الازهر به تدریس نحو پرداخت، همچنین قاضی آنجا شد. مدتی به بازرگانی و بافندگی پرداخت.
دمامینی بسیار در سفر بود؛ بیشتر در میان قاهره و اسکندریه. در ۸۰۰ق در دمشق ساکن بود و در ۸۰۱ق به حج رفت. دوباره در ۸۱۹ق به حج رفت و پس از آن به یمن سفر کرد. در مسجد جامع زبید به تدریس پرداخت. چندان کامیاب نشد و به هند کوچید. آنجا بسیار سود برد اما ناگهان در شهر گلبرگه در شعبان ۸۲۷ق درگذشت.

## آثار
- «تعلیق بر مغنی اللبیب عن کتب الأعاریب» (در نحو، آن را در یمن نگاشت).
- «تُحفة الغریب فی الکلام علی مُغنِی اللبیب» (در نحو، در آن کتاب ابن هشام انصاری با عنوانمُغنِی اللبیب عن کتب الأعاریب را شرح داد. این کتاب را به درخواست سلطان هند احمد شاه نگاشت. الشمنی ردی بر این اثر نوشت.
- «تعلیق الفرائد علی تسهیل الفوائد»
- «شرح البخاری»
- «جواهر النحور»
- «معادن الجواهر»
- «الفتح الربانی»
- «الفواکه البدریة»
- «العیون الغامزة»
- «شمس المغرب فی المرقص والمطرب»
- «إظهار التعلیل المغلق»
- «العیون الغامزة علی خبایا الرامزة»
- «عین الحیاة»
- «نزول الغیث»
- «المنهل الصافی فی شرح الوافی»
- «کتاب القوافی».